# Ingrid og Lillebror
Ingrid og Lillebror var et underholdningsprogram for børn, der blev sendt i DRs Kikkassen fra 1966 til 1976, hvor tidspunktet var kl. 16.30 - 17.00. Hovedpersonerne var Ingrid Skovgaard og dukken Lillebror (der fik stemme af Bob Goldenbaum). Ingrid og Lillebror lavede også en enkelt Tv-julekalender, Hos Ingrid og Lillebror, der blev sendt i 1971. Efter udsendelsen forlod både Ingrid og Lillebror medieverdenen; Lillebror havde dog en gæsteoptræden i De uaktuelle nyheder i 2002, igen med Goldenbaum som stemme.
Flere af sangene var inkluderet i sangbogen Legestuens Sangbog i 1974.